# 机械化
机械化是工作从主要或完全依赖手工或动物转变为使用机器的过程。在早期的工程文献中，机器的定义如下：
每一台机器被建造出来都是为了执行某种机械操作。在建造时，假定在讨论的机器之外还存在两种其他事物，即动力和接受操作的对象（或称之为要做的工作）。简言之，机器置于动力和对象之间，目的是使两者相适应。
在某些领域，机械化还包括使用手工工具（如剪子等）。但在现代应用中，例如在工程学或经济学中，机械化意味着使用比手工工具更复杂的机器，并且不包括使用像石磨这样无齿轮的简单设备。机器通常指利用齿轮、滑轮、皮带、轴、凸轮和曲柄等手段，使速度变化或从往复运动变为旋转运动的装置。在电气化之后，大多数小型机械不再由手工驱动，机械化成为了电机的代名词。生产过程机械化的延伸被称为自动化，它由传感器提供反馈，进行闭环系统控制。在自动化机器中，不同机构的工作是自动进行的。